# Memphis (insecto)
Memphis, descrito por Jacob Hübner en 1819, es un género neotropical de lepidópteros de la familia  Nymphalidae.

## Descripción
La especie tipo es Papilio odilia Stoll, 1780, según designación posterior realizada por Scudder en 1875.
En el pasado Memphis era considerado un subgénero de Anaea.

## Diversidad
Se conocen 62 especies en el género. Son Neotropicales y la parte inferior de sus alas al cerrarse se asemejan a las hojas muertas.

## Plantas hospederas
Las especies del género Memphis se alimentan de plantas de las familias Euphorbiaceae, Piperaceae, Lauraceae, Hernandiaceae y Monimiaceae. Las plantas hospederas reportadas incluyen los géneros Croton, Piper, Ocotea, Endlicheria, Nectandra, Hernandia, Cinnamomum y Mollinedia.

## Especies
- M. pasibula
- M. falcata
- M. aureola
- M. anna
- M. polyxo
- M. dia
- M. verticordia
- M. pleione
- M. artacaena
- M. perenna
- M. arginussa
- M. herbacea
- M. pithyusa
- M. lemnos
- M. hedemanni
- M. praxias
- M. acaudata
- M. glauce
- M. appias
- M. xenocles
- M. xenippa
- M. polycarmes (Fabricius, 1775)
- M. laura
- M. grandis
- M. nenia
- M. basilia
- M. phantes
- M. offa
- M. lyceus
- M. proserpina
- M. ambrosia
- M. forreri
- M. lineata
- M. aulica
- M. anassa
- M. cleomestra
- M. mora
- M. moruus
- M. philumena
- M. oenomais
- M. leonida
- M. hirta
- M. otrere
- M. laertes
- M. acidalia
- M. catinka
- M. pseudiphis
- M. beatrix
- M. iphis
- M. alberta
- M. cerealia
- M. moeris
- M. lorna
- M. boliviana
- M. cluvia
- M. juliani
- M. maria
- M. montesino
- M. neidhoeferi
- M. salinasi
- M. viloriae
- M. wellingi

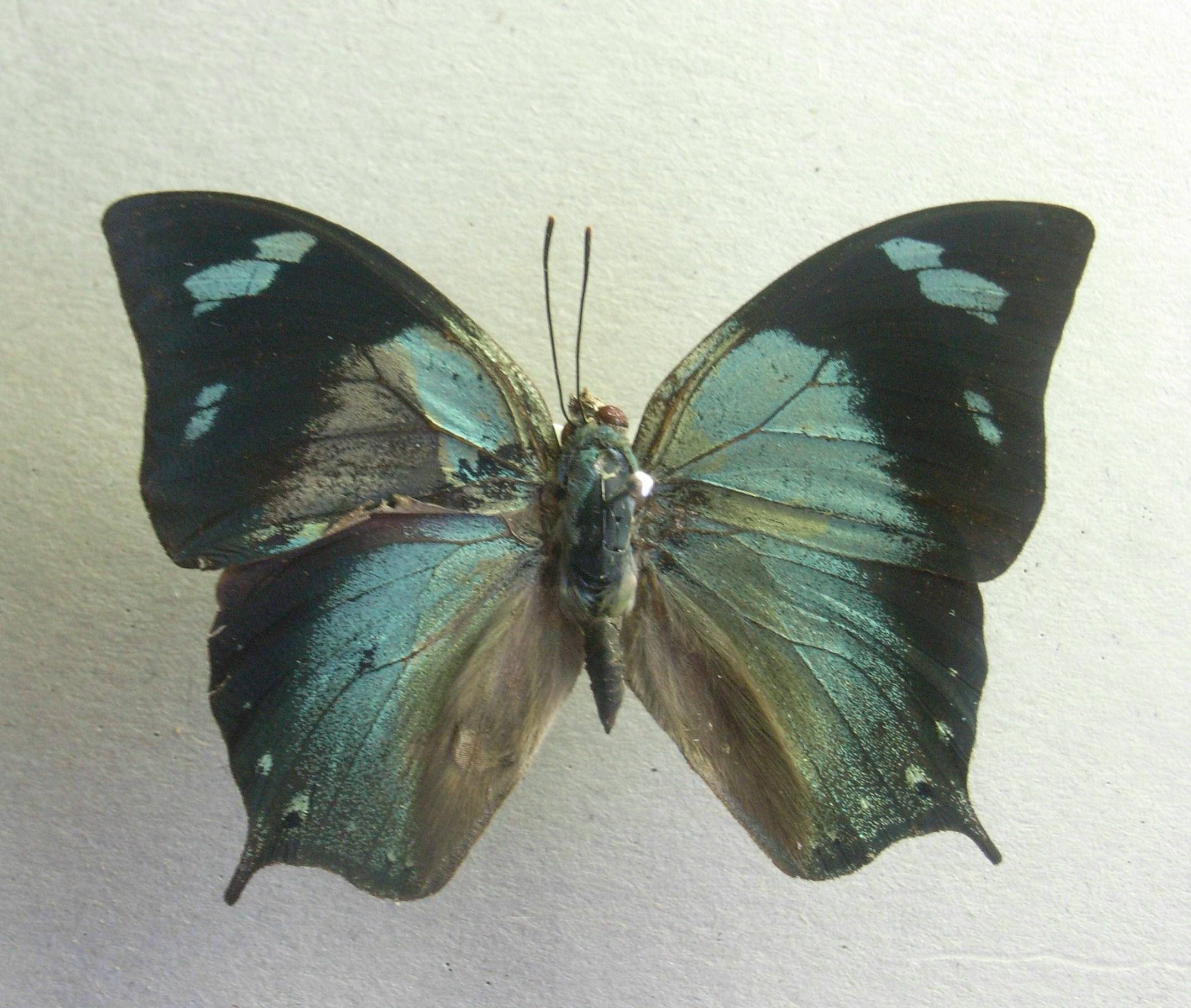
Memphis glauce
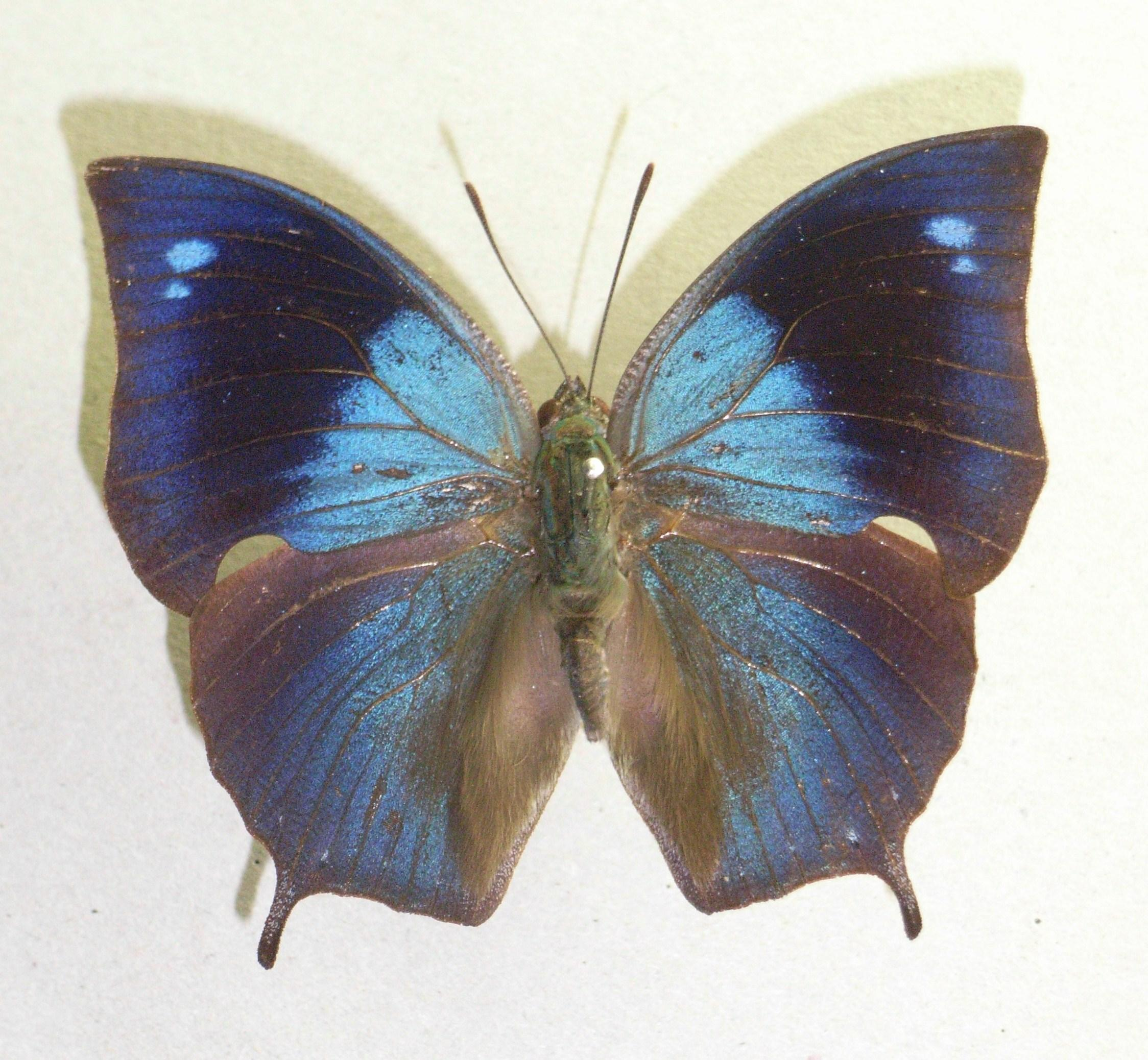
*Memphis moruus
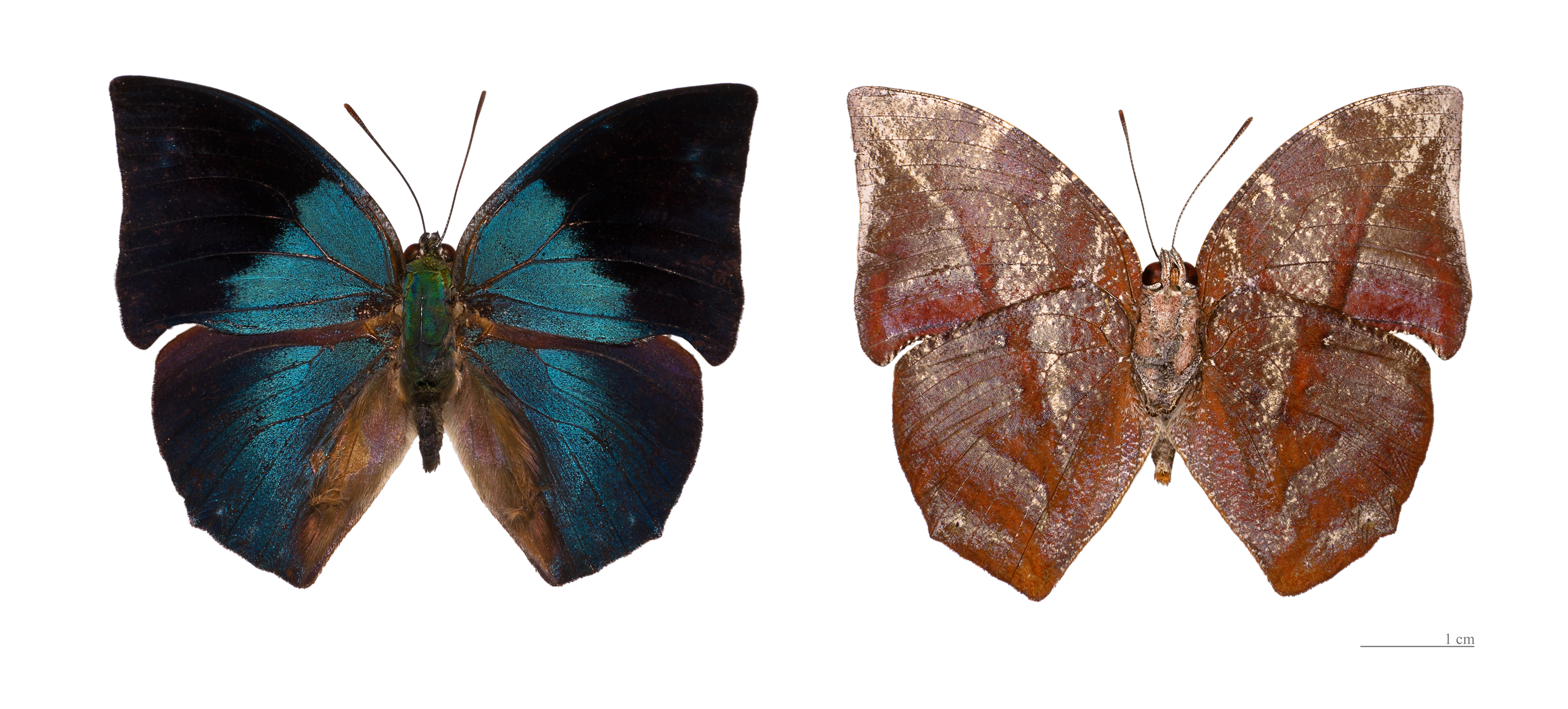
Memphis phantes